# Базиліка Санта-Марія-Ассунта (Торчелло)
Базиліка Санта-Марія-Ассунта (італ. Basilica di Santa Maria Assunta) — церква і колишній кафедральний собор на острові Торчелло, Венеція, північна Італія. Є видатним прикладом пізньої палеохристиянської архітектури, одна з найдавніших релігійних споруд у Венето, яка містить найдавніші мозаїки у Венеції.

## Історія
Відповідно до стародавнього напису, собор був заснований екзархом Ісаком Равеннським у 639 році, коли Торчелло ще був суперником молодого сусіднього поселення у Венеції.
Вважається, що початкова церква мала головну навну з двома бічними, та одну апсиду на східній стороні центральної нави. Важко сказати, якою була первісна церква, тому що дуже мало її вціліло після наступних реконструкцій. Значна частина плану первісної церкви збереглася, оскільки її теперішня форма дуже схожа на оригінальну, але єдині фізичні частини, які збереглися, це центральна стіна апсиди та частина баптистерія, яка збереглася як частина фасаду нинішньої церкви.

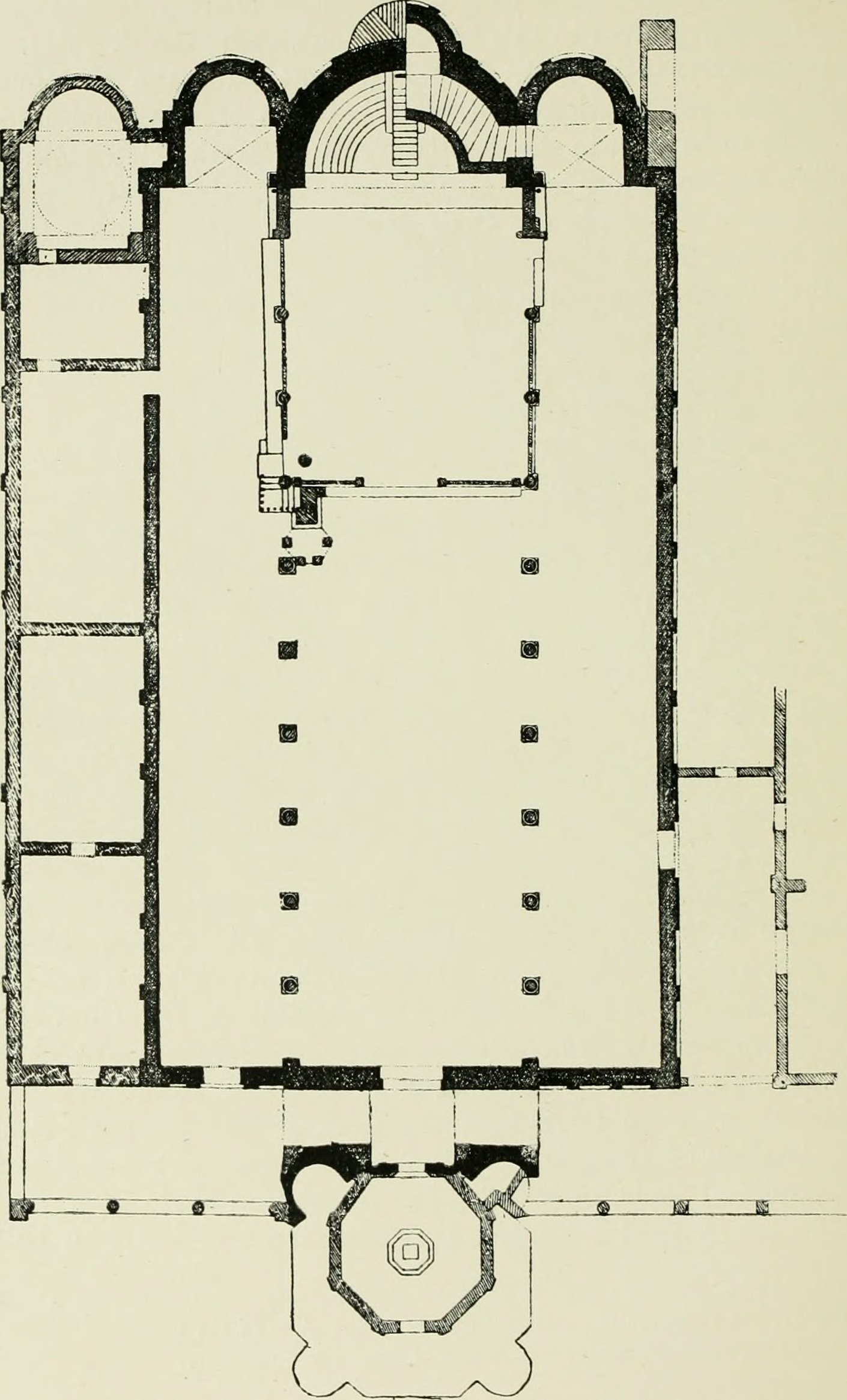
План базиліки

Перша з двох великих реконструкцій відбулася в 864 році під керівництвом єпископа Адеодатуса II. Під час цієї реконструкції були добудовані дві апсиди на бічних навах, які збереглись досьогодні. Також було створено синтрон, що заповнює центральну апсиду, і під ним розмістили склеп. Після цієї реконструкції собор нагадував сучасну церкву значно більше, ніж оригінальна споруда, проте лише після другого й останнього капітального ремонту собор досягнув свого поточного вигляду.
Остаточна реконструкція була освячена єпископом Отто Орсеоло, чий батько П'єтро Орсеоло II був у той час дожем Венеції, у 1008 році. Під час цієї реконструкції Орсеоло підняв центральну наву, додав вікна до західної стіни та створив аркади, які проходять уздовж центральної нави з обох сторін, відокремлюючи її від бічних нав і підтримуючи підняту стелю центральної нави святині.
Спочатку до базиліки був приєднаний єпископський палац. В храмі як реліквія зберігається череп святої Цецилії.

## Архітектура

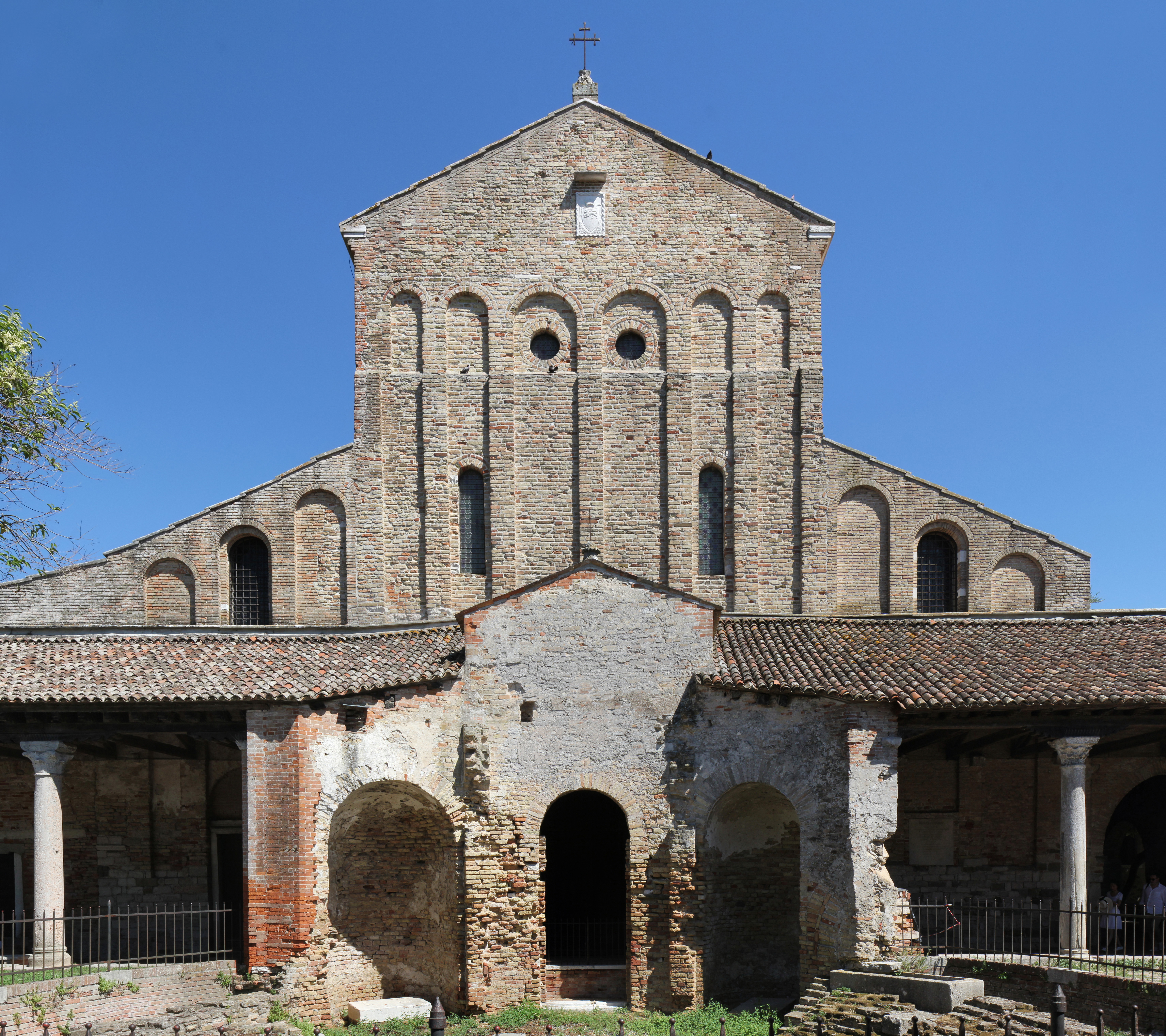
Фасад із залишками баптистерія

Фасаду базиліки передує нартекс, до якого колись був прибудований баптистерій VII століття, від якого залишилися лише залишки його східної стіни. З цієї ж сторони знаходиться мартиріон, присвячений святій Фосці. Сучасна дзвіниця датується XI ст. Фасад оздоблений 12-ма пілястрами, з'єднаними напівкруглими арками у вершинах. Нартекс (XI ст.) розширено у XIII ст. Посередині мармуровий портал (1000).
Найбільш яскравими зовнішніми рисами є оздоблення фасаду та фронтальний портик, розширений у XIV столітті.
Інтер'єр, з центральним і двома бічними нефами, має мармурову бруківку, трон єпископів Алтіно та гробницю Св. Геліодора, першого єпископа Алтіно. На контрфасаді розміщена мозаїка Вселенського суду (XII ст.), а в центральній апсиді мозаїка із зображенням Мадонни з немовлям типу Одигітрії (XI ст.).

## Мозаїки

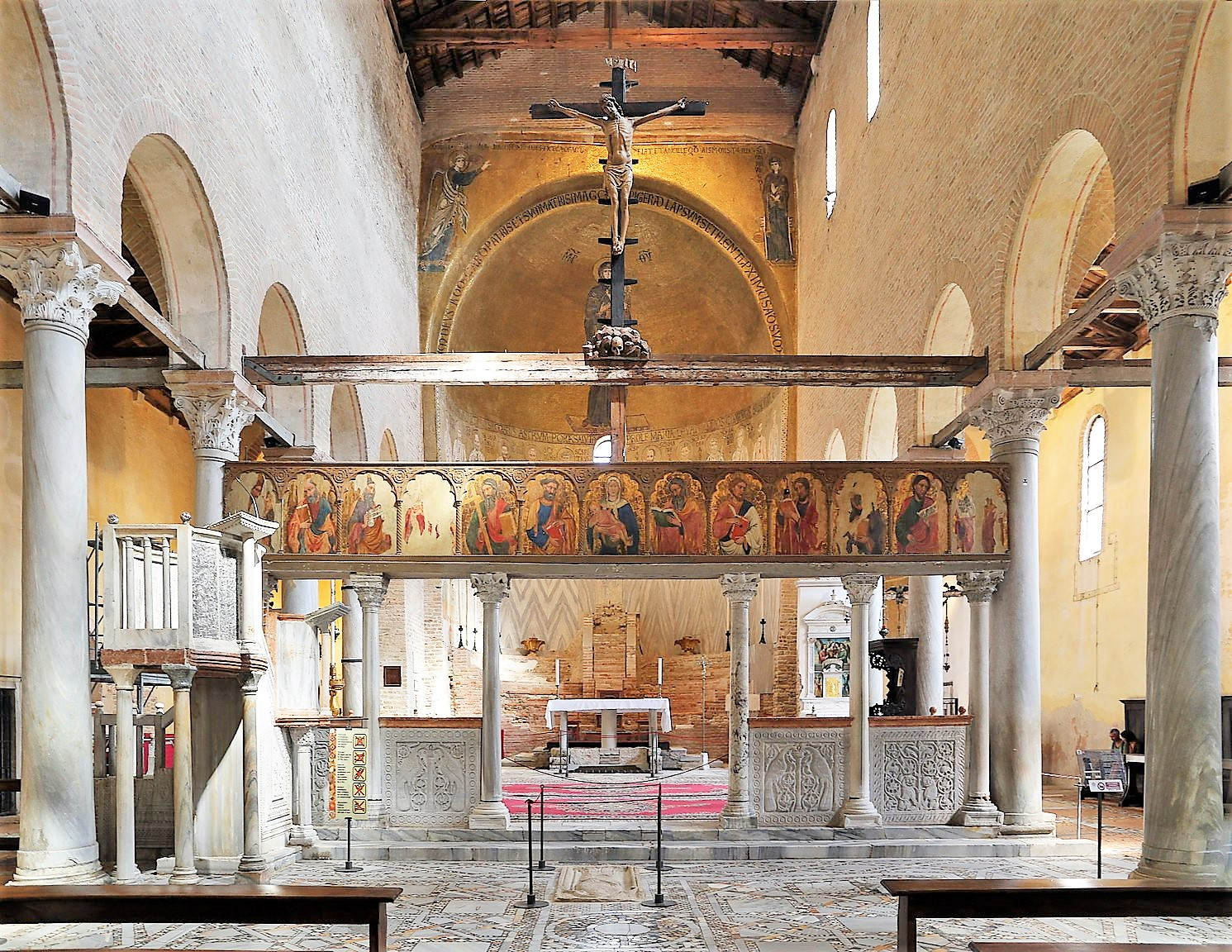
Інтер'єр алтарної частини

Найважливішим художнім елементом собору є мозаїка, найдавніша мозаїка, що залишилася в околицях Венеції. Головна апсида має знамениту мозаїку XI століття із зображенням  Богородиці Одигітрії, що розміщена на величезному золотому фоні над рядом стоячих святих. Схоже, що спочатку усе зображення було зроблене групою візантійських мозаїстів кінця XI століття, але через століття головну фігуру богородиці було перероблено після землетрусу, тоді як святі нижче залишилися в оригінальному вигляді.
Західна стіна (над дверима) була зроблена на цьому другому етапі в XII столітті: зверху вона містить Розп'яття на фронтоні, потім потужне Боронування пекла з великою фігурою Христа, над Страшним судом, що займає чотири нижні регістри.

## Галерея

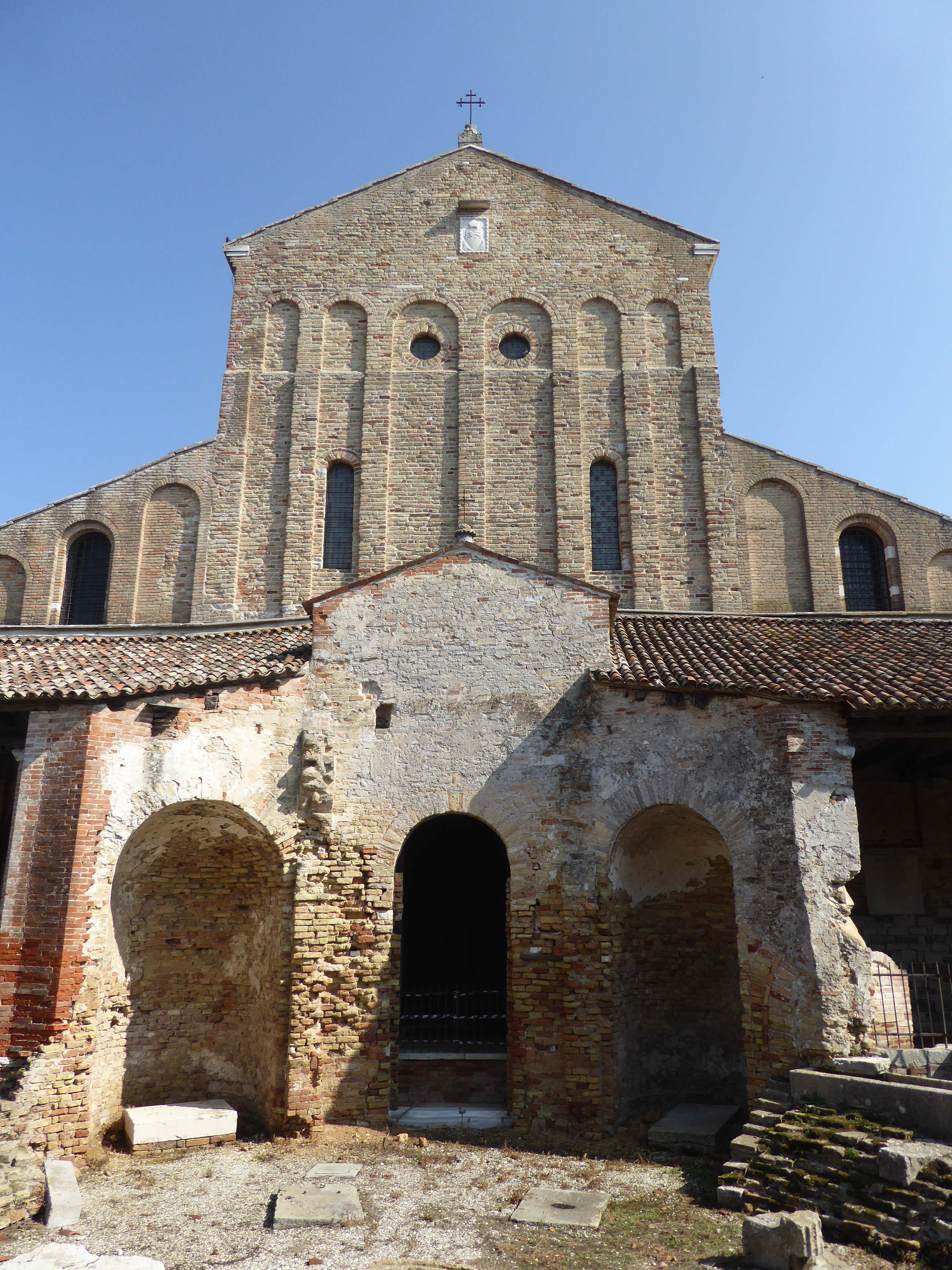
Фасад собору
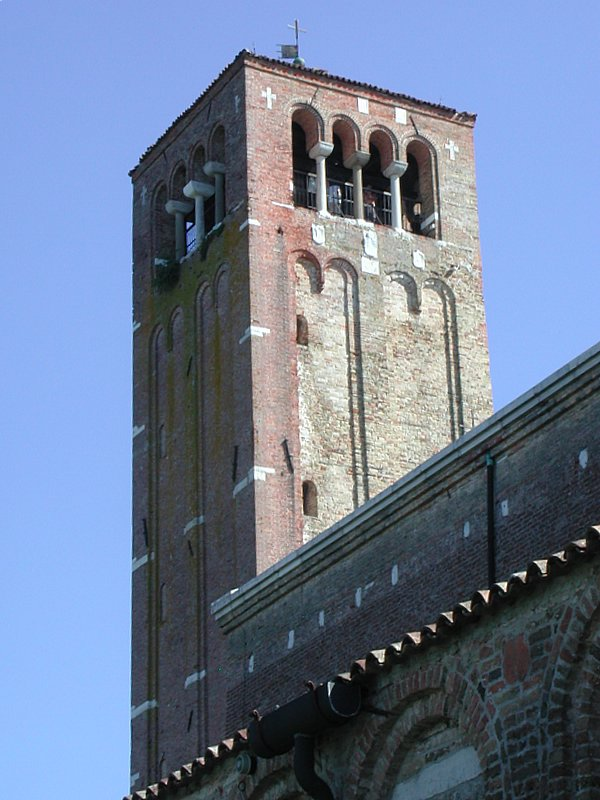
Кампаніла .
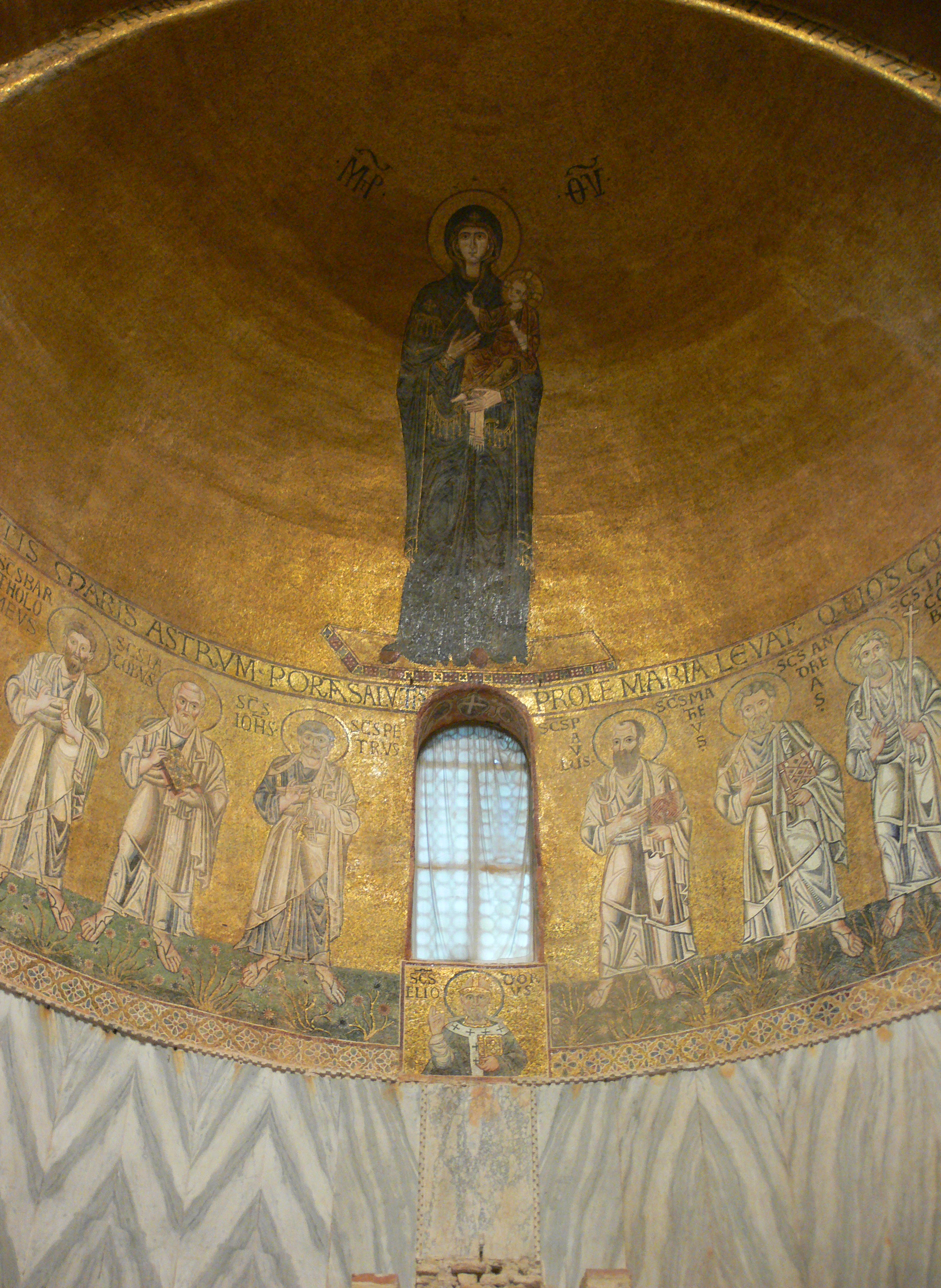
Мозаїка головної апсиди
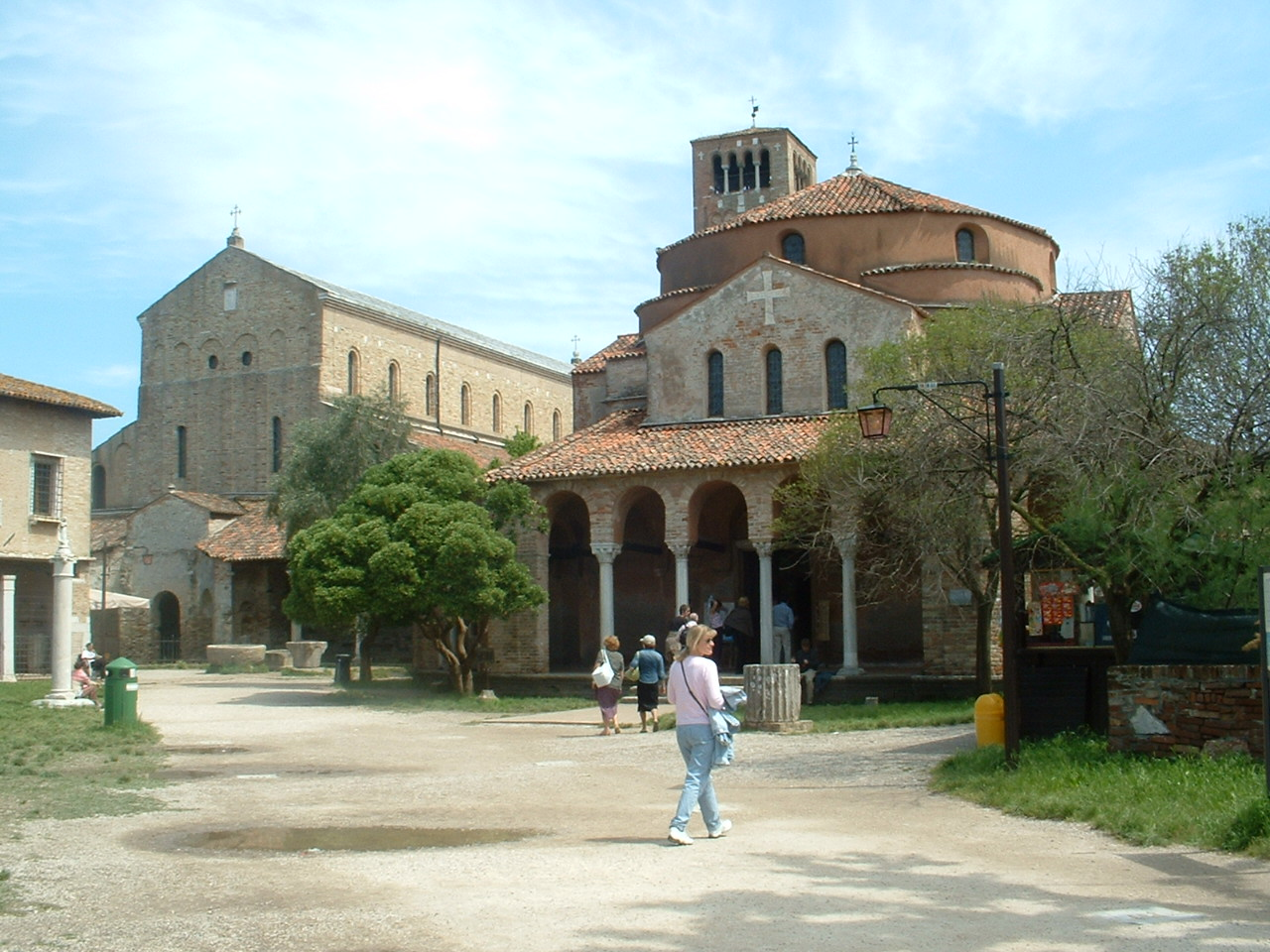
Санта-Марія-Ассунта (ліворуч) і Санта-Фоска
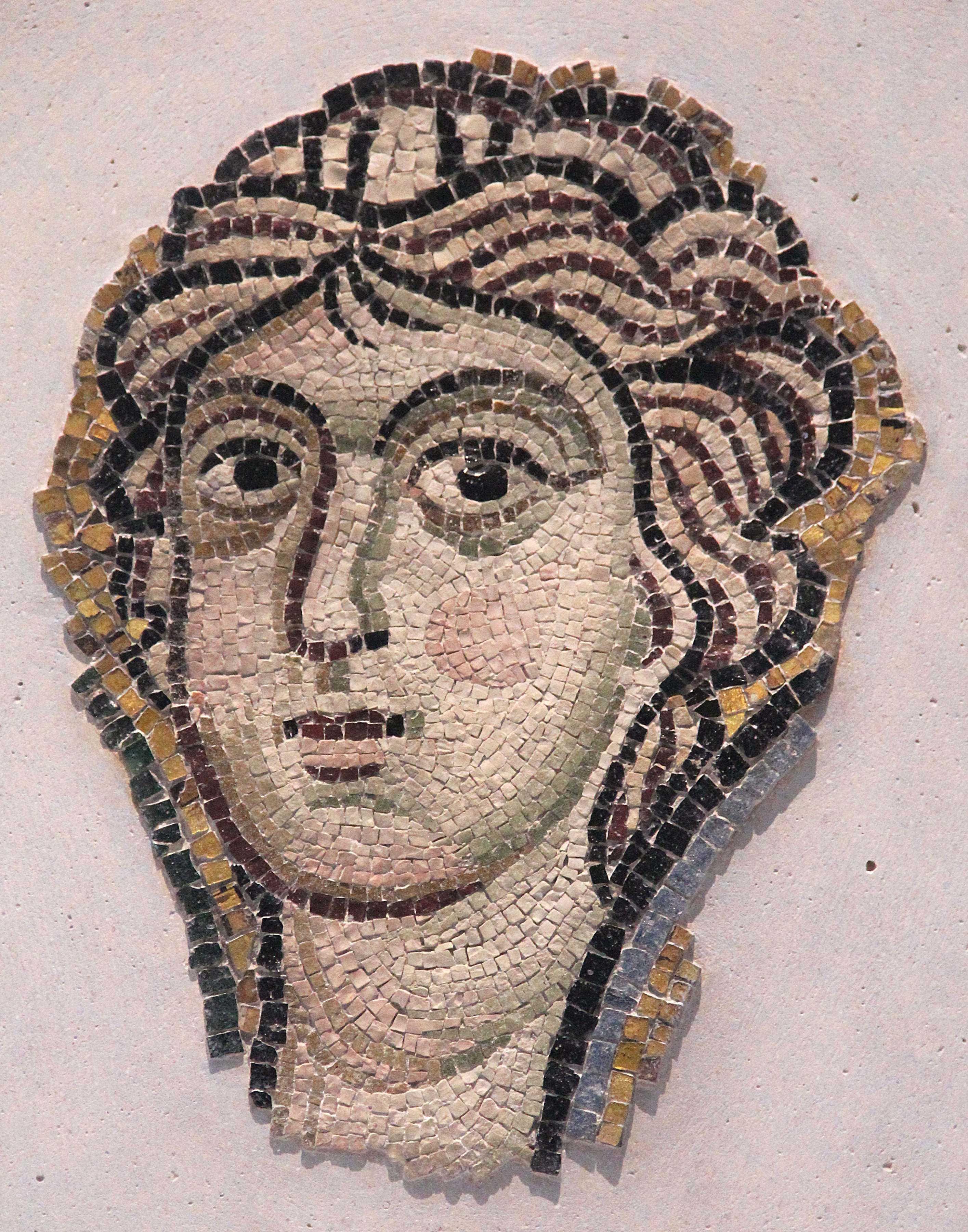
Фрагмент мозаїки, що прикрашає внутрішню стіну Санта-Марія-Ассунта.
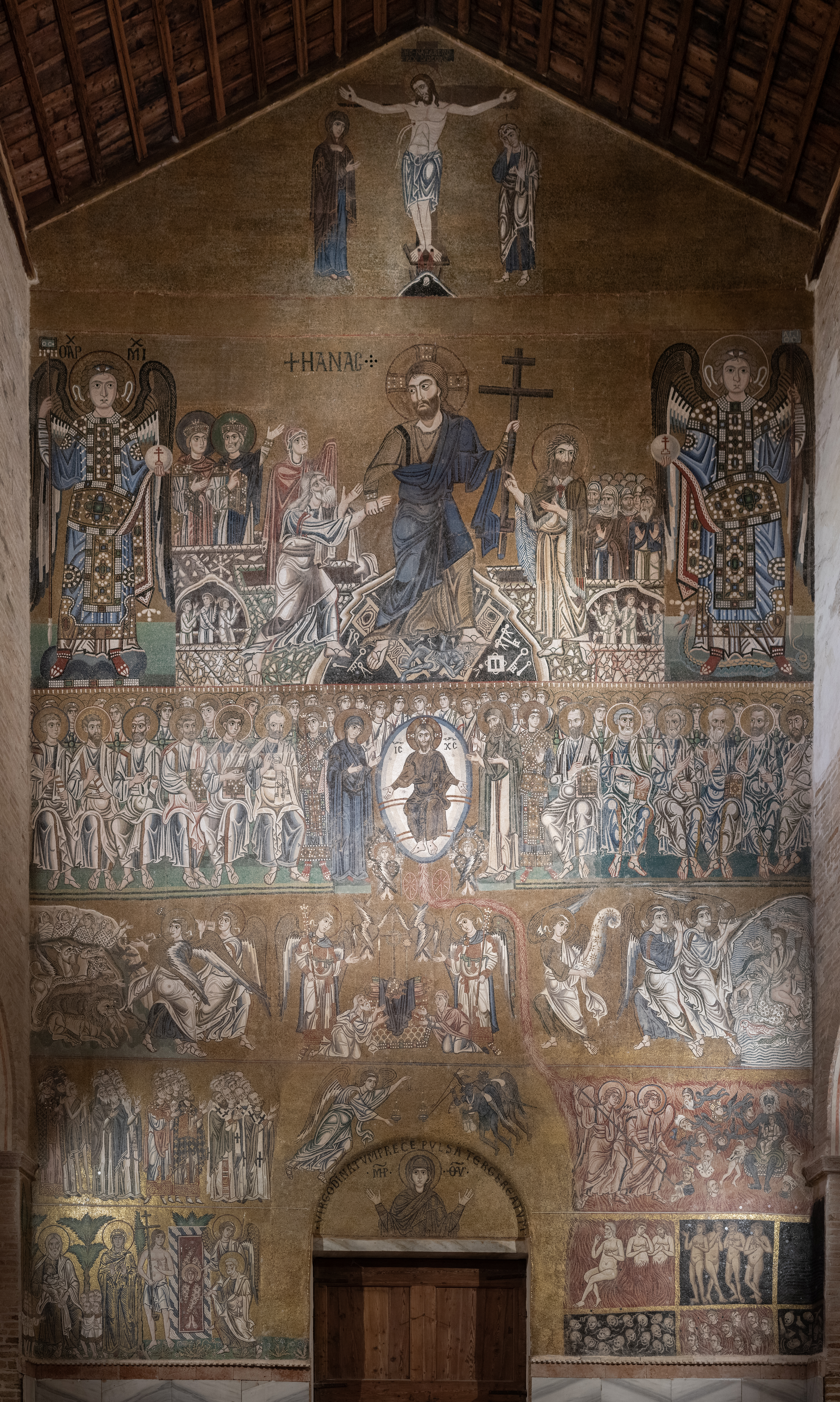
Західна стіна. Страшний суд, перша половина XII ст